# Deutsches Tanz- und Unterhaltungsorchester
Das Deutsche Tanz- und Unterhaltungsorchester (DTUO) war ein während des Zweiten Weltkriegs vornehmlich für Rundfunkzwecke gegründetes quasi-symphonisch besetztes Orchester, das überwiegend modern arrangierte Tanzmusik und symphonisch aufbereitete Unterhaltungsmusik spielte. Öffentliche Live-Auftritte blieben absolute Ausnahmen.

## Gründung
Aus ideologischen Gründen hatte moderne Tanzmusik in der NS-Zeit eine schwierige Position. Ihre Produktion war eine stete Gratwanderung zwischen den westlich orientierten Wünschen des Publikums und der Zensur des NS-Regimes, insbesondere der Reichskulturkammer (RKK). Diese war mangels klarer Definitionen inkonsistent und vom persönlichen Geschmack von Amtsträgern abhängig. Jazz und später auch Swing waren offiziell verfemt und galten als unerwünscht. 
Nachdem Hitler den Zweiten Weltkrieg begonnen hatte galt die angloamerikanische Tanzmusik als untragbar, dasselbe galt spätestens nach dem Kriegseintritt der USA auch für amerikanische Tanzmusik. Deutsche Orchester befanden sich somit in einer schwierigen Situation im Hinblick auf das Repertoire. Außerdem wurden mehr und mehr Musiker zum Kriegsdienst in der Wehrmacht einberufen. 
Die NS-Propaganda reklamierte einen psychologischen Kriegsbeitrag der Unterhaltungsmusikindustrie. Sie wollte schwungvolle optimistische Musik senden, um die Stimmung im Volk zu verbessern und um Front und Heimat Entspannung zu bieten. Zudem sollte den deutschen Hörern eine attraktive musikalische Alternative zur Musik alliierter Sender (insbesondere BBC) geboten werden, deren Abhören seit Kriegsbeginn offiziell verboten war und unter Strafe stand (Abhören von Feindsendern). 
Propagandaminister Goebbels beauftragte im September 1941 den Filmkomponisten Franz Grothe mit der Gründung eines großen Orchesters zur Aufführung moderner Tanz- und Unterhaltungsmusik im deutschen Rundfunk. Georg Haentzschel war Co-Leiter und Horst Kudritzki Assistent. Die Auswahl und Anwerbung der Musiker war im April 1942 abgeschlossen. Das Orchester bestand zunächst aus 38 Musikern, darunter (damals ungewöhnlich) nur ein Ausländer. Andere Orchester mussten damals bereits zahlreiche ausländische Musiker (insbesondere holländische und belgische) engagieren, weil viele deutsche Musiker Kriegsdienst leisten mussten.

## Bestehen und Arbeit
Das Orchester wurde von der Reichs-Rundfunk-Gesellschaft (RRG) getragen und begann seine Arbeit nach einer Generalprobe am 1. April 1942 im Berliner Delphi-Palast zunächst im Berliner Funkhaus in der Masurenallee. Goebbels verlangte aus Angst vor dem Swing vom Orchester, die Melodie zu betonen, wobei die Streicher und nicht die Bläsersektion die Melodie tragen sollten. In der Masurenallee entstanden ab Juli 1942 zahlreiche Plattenaufnahmen für Rundfunkzwecke, die im regulären Handel nicht erhältlich waren. Die Aufnahmen wurden in Kleinstauflagen gepresst und den anderen Sendern im Reichsgebiet zur Verfügung gestellt. Zwischenzeitlich sind viele davon auf CD wiederveröffentlicht worden (Monopol). Als sich die Luftkriegslage zuspitzte und dadurch ein geordnetes Arbeiten immer schwieriger wurde, wurde das Orchester 1943 – seinen letzten Auftritt hatte es am 6. März 1943 in der Sing-Akademie zu Berlin – in das von Luftangriffen wenig bedrohte Prag verlegt. Das Orchester stand Ende 1944 in der Gottbegnadeten-Liste des Reichsministeriums für Volksaufklärung und Propaganda.
Die Leitung wurde in Prag von Willi Stech und Barnabás von Géczy übernommen, beides erfahrene Orchesterleiter. Insbesondere Stech hatte zuvor schon ein Rundfunk-Orchester am Deutschlandsender geleitet, das stilistisch ähnliche Musik spielte. Als NSDAP-Mitglied bot er anscheinend zudem ausreichend Gewähr für Systemkonformität. Von Geczy – obwohl Ungar – erfreute sich mit seiner flotten aber vollkommen jazz-unverdächtigen Tanzmusik schon vor dem Krieg höchster offizieller Wertschätzung des Regimes. In Prag stand dem Orchester für damalige Verhältnisse modernste Aufnahmetechnik zur Verfügung, es wurde überwiegend auf Tonband aufgenommen. In Prag endete die Arbeit des Orchesters am 5. Mai 1945, als tschechische Aufständische das dortige Funkhaus stürmten. Einige Musiker kamen dabei ums Leben, einige wurden ein paar Tage später von den Sowjets verhaftet. Der Mehrzahl der Musiker gelang indes die Flucht. Sie erreichten nach abenteuerlicher Fahrt in zwei Lastwagen die deutsche Grenze.

## Musik
Soweit sich nach den erhaltenen Tondokumenten beurteilen lässt, spielte das DTUO überwiegend eine Swing-beeinflusste flotte Tanzmusik, die erkennbare Ähnlichkeiten mit zeitgleichen amerikanischen Bigbands wie etwa denjenigen von Artie Shaw, Claude Thornhill oder dem Army Air Force Orchestra unter Leitung von Glenn Miller aufweist. Neben den Bläsersätzen spielen rhythmisch arrangierte Streicherpassagen eine bedeutsame Rolle. Anders als die genannten amerikanischen Orchester fehlen allerdings ausgesprochen heiße (jazzige) Arrangements und ausgeprägte Solistik im Repertoire. Insbesondere bei langsameren Nummern ist die Musik derjenigen der genannten amerikanischen Orchester oft zum Verwechseln ähnlich. Die Musik ist eingängig, flott, oft swingend, hält sich aber wohl immer im Rahmen des politisch während der Entstehungszeit in Deutschland eindeutig Tolerierten.

## Nachleben
Viele der Musiker des DTUO spielten auch in den Nachkriegsjahren und zu Beginn der 50er Jahre eine Rolle in der deutschen Unterhaltungsmusik. So leitete Kudritzki z. B. ab 1946 das Radio Berlin Tanzorchester (RBT-Orchester), das zwar auf Anweisung der sowjetischen Kulturadministration gegründet, doch auffallende Kontinuitäten sowohl in Besetzung wie auch musikalischem Stil zum DTUO aufwies. Nicht ganz zufällig arbeitete es auch am gleichen Ort: im Funkhaus in der Masurenallee in Berlin. Auch Haentzschel arbeitete für das RBT-Orchester, ging dann nach Köln, wo er Leiter des Kleinen Unterhaltungsorchesters des WDR wurde. Stech geriet nach Kriegsende in tschechische Gefangenschaft und arbeitete später als Pianist in der Schweiz. Von 1951 bis 1970 leitete er das Kleine Unterhaltungsorchester des Südwestfunks in Freiburg. Von Geczy übersiedelte nach dem Krieg nach München, wo er 1952 ein neues Ensemble zusammenstellte, welches zum Hausorchester des Café Luitpold wurde.

## Heutige Verfügbarkeit von Tonträgern
Die Tonträger die das DTUO aufgenommen hat, haben den Krieg teilweise überdauert, viele davon lange unbemerkt in den Archiven des DDR-Rundfunks, wo sie nach der Wende wiederentdeckt wurden. Auf drei Doppel-CDs des Musiklabels Monopol wurden 83 Titel davon wiederveröffentlicht. Weitere 33 Titel finden sich auf insgesamt zwei CDs der Firma JUBE. Bereits in den 70er Jahren wurde eine Doppel-LP mit Aufnahmen des DTUO von Polydor veröffentlicht. Die Originale lagern heute überwiegend im Deutschen Rundfunk Archiv (DRA) in Potsdam-Babelsberg.